# 아버지

아버지 부(한자)

아버지는 자식의 남성 부모이다. 아빠와 부친(父親)이라고도 한다. 한국어에서 아버님은 시아버지 또는 다른 사람의 아버지를 높일 때 쓰고 미성숙한 나이에는 아빠라고 부르고 성인이 되면 아버지라고 부르고 철이 들면 아버님이라고 부른다. 자신의 돌아가신 아버지를 높이는 말로는 선친(先親)이 함께 쓰이고, 다른 사람에게 자신의 아버지를 높여 부를 땐 가친(家親), 다른 사람의 아버지를 높여 부를 땐 춘부장(春府長)과 같은 말이 쓰였지만 요즘은 잘 사용하지 않는다.
조부모가 손자의 아버지를 부를 때나 아버지가 스스로를 낮추어 부를 때 아비라고 하고, 아범은 원래 아비를 조금 높여 부르는 말이었지만 나이든 하인을 부르는 말이기도 하였기에 요즘은 잘 쓰이지 않는 말이 되었다.
일부에서는 아버지를 가장(家長)으로 부르기도 하나 이는 단순히 '집안의 어른'이란 뜻으로 아버지 자체를 가리키는 말은 아니다.
아버지는 생물학적인 관계뿐만 아니라 사회적 관계를 가리키는 말이기도 하다. 자식과 직접 생물학적 관계가 있는 아버지를 생부, 친부, 친아버지라고 하고, 어머니가 사별이나 이혼 등의 이유로 다시 맞이한 남편은 의붓아버지, 계부, 새아버지와 같이 부른다.
가족관계가 아닌 사회적 의미에서 아버지가 쓰이기도 하는데 어떤 일을 처음 시작했거나 가장 발달시킨 사람에게 '~의 아버지'라는 호칭을 붙이기도 한다. (예: 바흐는 음악의 아버지로 불린다.)
현대 사회에서 아버지의 역할 약화는 사회 문제가 되기도 한다. 그러나 사회가 남자들에게 생계부양의 책임을 지는 가장으로서 아버지 역할을 일방적으로 강요한다는 비판도 함께 제기되고 있다.

## 어원
현대 국어의 아빠는 중세 국어의 아바에서 온 것이다. 아바는 조선 이전 시기부터 오랫동안 아버지의 평칭으로 사용된 듯하나 정확한 연원을 알기 어렵다. 한편, 아버지는 아바에 사람을 뜻하는 접미사 "-지"가 결합한 형태이다. 중세 국어에서는 아바지가 "아바니" 등과 함께 사용되었고, 이후 아바지만 쓰이게 되다가 아버지로 정착되었다.

## 역할과 관계
아버지로서 자식과의 관계를 맺어 나타내는 다양한 성향을 부성(父性)이라고 할 수 있다. 부성은 인간에게서 발견할 수 있는 독특한 문화 현상이다. 전통적인 부성관은 가부장제와 남성성을 매개로 권위적인 아버지 역할을 강조한 데 반하여, 최근의 부성 연구는 접근성, 참여, 책임감의 세 요소를 기반으로 아버지 관여(Father involvement)라는 개념을 도입한다. 심리학자 낸시 초더로는 부모 모두가 공평하게 육아에 참여하는 공동육아가 지배적인 남성성 문화의 재생산을 억제할 수 있다고 보았다. 어머니와의 유대가 정체성 형성에 계속하여 영향을 미치는 딸과는 달리, 아들은 아버지가 육아에 공동으로 참여할 때는 아버지와 친밀한 동일시가 가능하지만 그렇지 않으면 동일시 대상의 결여로 인해 여성성의 비하와 비난을 근거로 자신의 정체성을 형성하게 된다는 것이다.
생계부양은 전통적으로 "좋은 아버지"의 기본적인 조건으로 인식되어 왔고, 오늘날에도 여전히 남성의 가족내 핵심 역할로 여겨진다. 그러나 오늘날 남성 실업의 증가와 가족 구조의 불안정성은 이러한 전통적 부성관에 위기를 가져오게 되었다. 한편, 부모 양측의 육아 참여가 확대되면서 자식과의 친밀한 관계를 형성하기 위한 "돌보는 남성성"에 대한 논의가 제기되고 있다. 그러나 아버지의 육아 참여는 생계 부담에 대한 과도한 사회적 압박으로 인해 제약을 받고 있다. 또한, 가족 구성원들이 아버지에게 바라는 역할 가운데 "자상한 아버지"가 더 큰 비중을 차지하는 데 반해, 아버지 스스로는 "훈육자"가 되어야 한다는 성 역할을 보다 중요하게 여기고 있기도 하다.
최근 들어 아버지가 자녀들과 친구처럼 지내면 좋다는 인식이 생기고 있는데 정신의학적 관점에서 이는 긍정적이긴 하나, 조심해야 할 점도 있다. 현대 사회에서 아버지는 권위적일 필요는 없지만 적당한 권위는 존재해야 한다. 아버지가 가정에서 세우는 방향과 규율에 따라 자녀들이 나중에 성인으로서 독립하는 데 영향을 주게 된다.

## 육아 휴직

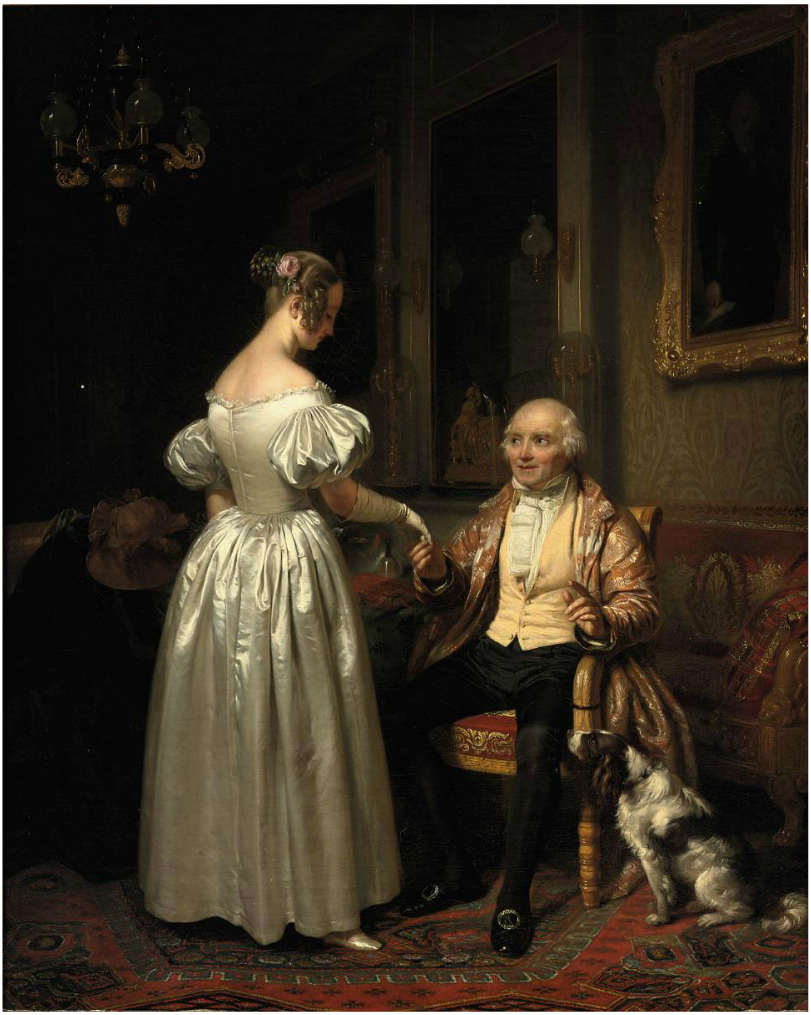
요셉푸스 로랑리우스 딕만스가 그린 '아버지의 충고'

신생아가 태어났을 때 아버지에게도 육아휴직이 주어져야 한다는 것은 보편적인 부권으로 이해되고 있다. 아버지의 유급 육아휴직은 1976년 스웨덴에서 최초로 도입되었고, 오늘날 유럽 연합 소속 국가 대다수에서 시행되고 있다. 유럽에서는 동성 결혼의 경우에도 입양과 같은 이유로 자식이 생기면 육아 휴직을 사용할 수 있다.
대한민국에서도 유급 육아휴직이 시행되고 있으나 2016년 기준 정부 기관의 육아휴직 사용률은 2.5%에 그쳐 아직 유명무실한 상태이다. 이러한 사정은 일본도 비슷하여 실제 사용율이 2.65%에 불과하다. 한편, 육아휴직을 최초로 시행한 스웨덴의 경우 육아휴직 사용률은 1987년 7%에서 2015년 25%로 크게 향상되었다. 스웨덴은 육아휴직률 상승을 위해 각종 혜택을 마련하고 있다.

## 가부장제
부성은 종종 가부장제를 옹호하는 근거로 이용되었다. 그러나 가부장제는 남성을 가족관계의 중심에 놓는 사회적 제도라는 점에서 부성 자체와는 구별되는 것이다. 가부장제는 사회적 관습에 의한 제도이면서 동시에 법률이 규정하는 법제이기도 하다. 대한민국에서 호주제는 가부장제를 인정하는 대표적인 법제였다. 일제강점기에 도입된 호주제는 국가 가부장제를 윤리적으로 정당화하는 제도로 비판 받아왔다. 2004년 대한민국의 헌법재판소는 호주제에 대하여 헌법불합치 판정을 내렸으며, 당시 호주제를 아버지의 고유한 권리라고 인식하는 일부의 반발이 있었다.

## 문학 속의 아버지
- 김정현의 소설《아버지》(1997년)는 아버지들의 고독과 가족의 화해를 다룬 작품이다.
- 김종길은 시〈고갯길〉에서 아버지를 여읜 슬픔을 절제된 언어와 구체적인 이미지를 통해 형상화하였다.[22]

## 같이 보기
- 가족
- 부모
- 어머니
- 부계불확실성
- 남편
- 양부모
- 가족계획

### 참조주
1. ↑  가부장제를 가족의 정상 상태로 규정하고 다시 이를 국가의 제반 사회 관계의 근간으로 삼는 것은 사회의 다양성을 인정하지 않는 획일적인 전체주의 사회로 가는 위험을 초래할 수 있다. - 가족의 다양한 형태와 가부장제의 문제에 대해서는 차선자, 〈건강가족기본법에 대한 고찰 보관됨 2017-02-12 - 웨이백 머신〉(《가족법연구》, 제18권 제2호)을, 전체주의 국가 이데올로기에 나타난 가부장제의 확장에 대해서는 남기혁, 〈한국 전후시에 나타난 ‘가족’ 모티브 연구〉(한국문화)를 참조

### 내용주
1. ↑  아버지_01, 국립국어원 표준국어대사전
2. ↑  아버님, 국립국어원 표준국어대사전
3. ↑  조남호, 〈높임말의 이모저모〉, 《새국어소식》, 통권 제89호, 국립국어원, 2015년 12월
4. ↑  아비, 국립국어원 표준국어대사전
5. ↑  아범, 국립국어원 표준국어대사전
6. ↑  이태형 기자 (2010년 10월 15일). “대한민국 1800만 ‘아버지’를 찾습니다”. 헤럴드경제. 2010년 10월 21일에 확인함. 기업 조직문화 탓 육아참여 부족 ‘아빠 실종시대’…배우자 출산휴가·부성교육등 절실
7. 1 2  나성은, 〈부성 실천을 통해 본 ‘돌보는 남성성’의 가능성 보관됨 2017-02-12 - 웨이백 머신〉, 《한국문화연구》, 제28권
8. ↑  조항범, 〈아빠, 아버지의 어원〉, 국어생활 2002년, 국립국어원
9. 1 2  이란 백선기, 〈육아 예능 리얼리티 프로그램의 부성성 연구
- MBC <아빠 어디 가>에 대한 기호학 분석 〉,  《한국콘텐츠학회논문지》, 제16권 제16호-1, 2015년
10. ↑  이선이 이여봉 김현주, 〈국가별 청소년 자녀와 부모관계의 성차 : 부모의 지지와 통제 차원을 중심으로〉, 《변화하는 가족과 청소년기 사회화과정 : 국제비교》, 경제·인문사회연구회 협동연구총서 07-21-04, 한국청소년정책연구원
11. ↑  김혜영, 황정미, 선보영, 김동기, 《남성의 부성 경험과 갈등에 관한 연구》, 한국여성정책연구원, 2008년
12. ↑  엄지혜. “하지현 “완벽한 부모야말로 최고의 재앙””. 《채널예스》. 2018년 6월 26일에 확인함.
13. ↑  What is paternity leave?
14. ↑  Mapped: Paid paternity leave across the EU...which countries are the most generous? Published by The Telegraph, 18 April 2016
15. ↑  남성육아휴직 사용률...여성가족부 가장 높았다, 약사공론, 2017년 2월 9일
16. ↑  사용률 꼴찌…日 '남성 육아휴직' 확산에 필사적, SBS 뉴스, 2017년 2월 7일
17. ↑  저출산의 늪➎ 모든 아이는 국가가 키운다, The Scoop, 2016년 9월 22일
18. ↑  정대현, 《다원주의 시대와 대안적 가치》, 이화여자대학교출판부, 2006년, ISBN 978-89-7300-673-1, 254쪽
19. ↑  홍성태, 《현대 한국 사회의 문화적 형성》, 현실문화연구, 2006년, ISBN 978-89-9221-406-3, 299쪽
20. ↑  s:2001헌가9 - 민법 제781조 제1항 본문 후단 부분 위헌 제청
21. ↑  “호주제 폐지, 강금실과 이뤄낸 ‘여성장관 합작품’” 한겨레 2010.05.30
22. ↑  강승원, 편집. (2009년 1월 5일). 《EBS 수능특강 언어영역》 초판. 한국교육방송공사. 해설6쪽.

- 친아버지 (P22)
(사용 현황)